# Gustav A. Gustafson
Gustav A. Gustafson, född Gustav Alfred Gustafson 11 september 1879 i Stora Skedvi socken Kopparbergs län, död 8 april 1929 i Stockholm, var en svensk filmfotograf. 

## Filmfoto i urval
- 1928 – Hans Kungl. Höghet shinglar
- 1927 – Hin och smålänningen
- 1926 – Bröllopet i Bränna
- 1926 – Giftas
- 1926 – Mordbrännerskan
- 1925 – Damen med kameliorna
- 1924 – Ödets man
- 1923 – Boman på utställningen
- 1923 – Göteborgsutställningen utan och innan
- 1918 – Nattliga toner
- 1918 – Spöket på Junkershus
- 1918 – Storstadsfaror
- 1917 – Löjtnant Galenpanna
- 1917 – Mellan liv och död
- 1917 – Brottmålsdomaren
- 1916 – Bengts nya kärlek eller Var är barnet?
- 1916 – Aktiebolaget Hälsans gåva
- 1916 – Svärmor på vift eller Förbjudna vägar
- 1916 – Calle som miljonär
- 1916 – Calles nya kläder